# ミハイル・ゲロヴァニ
ミハイル・ゲロギエヴィチ・ゲロヴァニ（グルジア語: მიხეილ გიორგის ძე გელოვანი、ロシア語: Михаи́л Гео́ргиевич Гелова́ни、ラテン文字転写例: Mikhail Georgievich Gelovani、1893年1月6日（ユリウス暦 1892年12月25日）– 1956年12月21日)はソビエト連邦の俳優で、ロシア革命期を題材にした歴史映画など、数々の映画にヨシフ・スターリン役で出演したことで知られる。グルジア人。名はグルジア語発音では「ミヘイル」の方が近いが、本項では広く知られるロシア語発音の「ミハイル」で統一する。

## 生涯

### 若手俳優として
ミハイル・ゲロヴァニは、古くはグルジアの王族であったゲロヴァニ家の末裔であった。1913年にバトゥミ劇場で舞台デビューを果たすと、1919年から1920年までトビリシの演劇場に所属した。さらに次の2年間はトビリシ市内のルスタヴェリ劇場で俳優として過ごし、1923年からはグルジア・ソビエト社会主義共和国のゴスキンプロム映画スタジオで俳優兼監督として働いた。1924年には『Три жизни (Three Lives)』で映画初出演を果たした。その後、1927年にアルメニア・ソビエト社会主義共和国のアルメンキノ映画スタジオに移籍してプロデューサー兼監督として映画制作に携わった。このほか、映画以外にも劇場での演劇にも出演を続け、クタイシやバクーで演じた。1936年にルスタヴェリ劇場に戻り、3年間留まった。

### 戦前

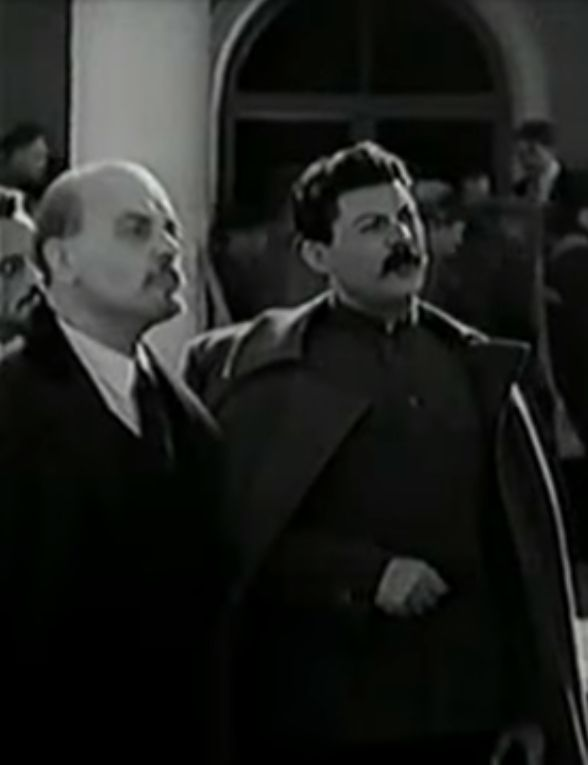
スターリンを演じるゲロヴァニ（『Великое зарево』、1938年）

1938年、ゲロヴァニはミハイル・チアウレリの『Великое зарево (The Great Dawn)』で初めてスターリン役を演じた。その演技で1939年2月1日に労働赤旗勲章、1941年にはスターリン国家賞を受賞した。その後、ゲロヴァニは「スターリン役を持ち役として確立」し、スターリンの死まで12本の映画でスターリン役を演じ続けた。ゲロヴァニは、身長がより高いことを除いて容貌がスターリンとそっくりであった。しかし、スターリン自身は映画に自分役で出演させる俳優として、ゲロヴァニをあまり気に入ってはいなかったとされる。これは、ゲロヴァニがスターリンと同じグルジア人であり、スターリンのグルジア語訛りのロシア語アクセントを「完璧に」再現したからで、スターリンは古典的なロシア語発音で話すアレクセイ・ディキイがお気に入りであったという。しかし、実際に映画でスターリン役を配役されたのはディキイよりもゲロヴァニの方が多かった。ギネスブックによると、ゲロヴァニは恐らく同一の歴史上の人物にもっとも多く配役された俳優である。スターリンは、ゲロヴァニと面会したとき「君は私を徹底的に観察しているようだ。時間を無駄にするべきではないな。」と言ったという。
ソ連映画は最高指導者の個人崇拝を確立する上で重要な役割を果たしており、1937年以降、スターリンの治世は、彼をウラジーミル・レーニンの最も敬虔な信者として描き、セルゲイ・エイゼンシュテインの『イワン雷帝』のように歴史的な独裁者を肯定的に捉えることによって正当化されていった。

### 戦後
ゲロヴァニは、スターリンと同一視され、映画で他の役を演じることを禁じられてしまった。1942年から1948年までゴーリキー記念モスクワ芸術座に参加した。大祖国戦争の間は愛国心を掻き立てるモチーフが盛んに取り上げられてスターリンへの個人崇拝は鳴りを潜めたが、末期には息を吹き返し、1945年以降は戦前以上に強烈なものになっていった。スターリンは祖国を勝利に導いた立役者とされたからである。スターリンを主人公として戦後に制作された映画『Клятва (The Vow)』、『Падение Берлина（邦題：ベルリン陥落)』、『Незабываемый 1919 год (The Unforgettable Year 1919)』 では、ゲロヴァニ演じるスターリンは「生ける神」として描かれ、スターリンの神格化に大いに貢献した。 
その後、ゲロヴァニはスターリン国家賞を3度受賞した。勲章は1942年に『Оборона Царицына』、1947年に『Клятва』、1950年に『ベルリン陥落』の、それぞれプレミア上映の際に授与された。さらに、1950年6月3日にはソ連人民芸術家の称号を授与された。
1953年にスターリンが死去すると、ゲロヴァニはあまりにスターリン役で出演してスターリンと完全に同一視されてしまっていたために、映画での新たな配役を得ることができなくなってしまった。1953年から1956年に亡くなるまで、ゲロヴァニはモスクワの国立映画俳優劇場に出演した。ドイツの映画評論家アンドレアス・キルブは、ゲロヴァニはスターリンの「哀れな影武者」として人生を終えた、と評している。ゲロヴァニは、妻のリュドミラと共にノヴォデヴィチ墓地に埋葬されている。
1956年のニキータ・フルシチョフのスターリン批判により、ゲロヴァニがスターリンとして出演した映画のほとんどは上映禁止とされたり、関連するシーンが削除されたりした。

## フィルモグラフィー
出演作品
| 年     | タイトル                                                                       |
| ------ | ------------------------------------------------------------------------------ |
| 1924年 | Три жизни (Three Lives)                                                        |
| 1925年 | Наездник из Уайльд-Веста (Rider from the Wild West)                            |
| 1926年 | Девятый вал (The Ninth Wave)                                                   |
| 1927年 | Два охотника (Two Hunters)                                                     |
| 1927年 | Злой дух (Evil Spirit)                                                         |
| 1931年 | Хабарда! (Out of the Way!)                                                     |
| 1934年 | До скорого свидания! (Good-bye)                                                |
| 1934年 | Последний маскарад (The Last Masquerade)                                       |
| 1937年 | Возвращение Максима (The Return of Maxim)                                      |
| 1937年 | Золотистая долина (Orange Valley)                                              |
| 1938年 | Человек с ружьём (The Man with the Gun) - スターリン役                         |
| 1938年 | Великое зарево (The Great Dawn) - スターリン役                                 |
| 1939年 | Ленин в 1918 году (Lenin in 1918) - スターリン役（シーン削除）                 |
| 1939年 | Выборгская сторона (The Vyborg Side) - スターリン役                            |
| 1940年 | Сибиряки (Siberians) - スターリン役                                            |
| 1941年 | Валерий Чкалов (Valery Chkalov) - スターリン役（シーン削除）                   |
| 1942年 | Оборона Царицын (The Defense of Tsaritsyn) - スターリン役                      |
| 1946年 | Клятва (The Vow) - スターリン役（上映禁止）                                    |
| 1947年 | Свет над Россией (Light over Russia) - スターリン役                            |
| 1949年 | ベルリン陥落 - スターリン役（上映禁止）                                        |
| 1950年 | Огни Баку (The Lights of Baku) - スターリン役                                  |
| 1952年 | Донецкие шахтёры (The Miners of the Donetsk) - スターリン役                    |
| 1952年 | Незабываемый 1919 год (The Unforgettable Year 1919) - スターリン役（上映禁止） |
| 1953年 | Джамбул (Jambyl Jabayev) - スターリン役                                        |
| 1953年 | Вихри враждебные (Hostile Whirlwinds) - スターリン役（シーン削除）             |

監督作品
| 年     | タイトル                            |
| ------ | ----------------------------------- |
| 1927年 | Злой дух (Evil Spirit)              |
| 1929年 | Молодость побеждает (Youth Wins)    |
| 1931年 | Дело доблести (Deed of Valour)      |
| 1931年 | Настоящий кавказец (True Caucasian) |